# NOW Big Hits 2009
NOW Big Hits 2009 er et dansk opsamlingsalbum udgivet 16. november 2009 af Universal Music. Albummet er en dobbelt-cd bestående af nogle af de største hits fra 2009.

## Trackliste

### Cd 1
1. Robbie Williams: "Bodies"
2. Coldplay: "Viva La Vida"
3. Black Eyed Peas: "I Gotta Feeling"
4. Rihanna: "Disturbia"
5. Britney Spears: "Womanizer"
6. Lady Gaga: "Poker Face"
7. La Roux: "Bulletproof"
8. Mika: "We Are Golden"
9. Katy Perry: "Hot n Cold"
10. Lady Sovereign: "So Human"
11. Calvin Harris: "I'm Not Alone"
12. David Guetta (feat. Kelly Rowland): "When Love Takes over"
13. Ciara (feat. Justin Timberlake): "Love Sex Magic"
14. Pet Shop Boys: "Love Etc."
15. Röyksopp: "The Girl and the Robot"
16. When Saints Go Machine: "Spitting Image"
17. Kiss Kiss Kiss: "Broken Hearts"
18. Carpark North: "Shall We Be Grateful"
19. White Lies: "To Lose My Life"
20. Ginger Ninja: "Sunshine"
21. Outlandish: "Rock All Day"

### Cd 2
1. Veronica Maggio: "Måndagsbarn"
2. Duffy: "Rain on Your Parade"
3. Jazmine Sullivan: "Bust Your Windows"
4. Rasmus Seebach: "Engel"
5. James Morrison (feat. Nelly Furtado): "Broken Strings"
6. Jokeren & Joey Moe: "Sig ja"
7. Depeche Mode: "Wrong"
8. P!nk: "Sober"
9. Kelly Clarkson: "My Life Would Suck Without You"
10. Pitbull: "Hotel Room Service"
11. Ladyhawke: "Paris is Burning"
12. Lily Allen: "The Fear"
13. The Script: "The Man Who Can't Be Moved"
14. Milow: "Ayo Technology"
15. Sys Bjerre: "Kegle"
16. Tim Christensen: "Superior"
17. Jordin Sparks: "Battlefield"
18. Sanne Salomonsen: "Taxa"
19. Sukkerchok: "Hvor som helst – Når som helst"
20. Jooks: "Hun vil ha' en rapper"
21. Promoe: "Svennebanan"